# دانیلا ملچیور
دانیلا ملچیور (به انگلیسی: Daniela Melchior) (زاده ۱ نوامبر ۱۹۹۶) بازیگر پرتغالی است. از کارهای معروف او می‌توان به بازی در فیلم‌های جوخه انتحار (۲۰۲۱) و فست اکس (۲۰۲۳) اشاره کرد.

## فیلم‌شناسی
فهرست برخی از فیلم‌هایی که دانیلا ملچیور در آن‌ها به ایفای نقش پرداخته‌است:
| سال  | عنوان                              | نقش                       | یادداشت‌ها     |
| ---- | ---------------------------------- | ------------------------- | ------------- |
| ۲۰۱۸ | کتاب سیاه                          | La Fille                  |               |
| ۲۰۱۸ | مرد عنکبوتی: به درون دنیای عنکبوتی | گوئن استیسی / زن عنکبوتی  | دوبله پرتغالی |
| ۲۰۱۸ | پارکه میر                          | دئولیندا                  |               |
| ۲۰۲۱ | جوخه انتحار                        | کلیوو کازو / شکارچی موش ۲ |               |
| ۲۰۲۲ | مارلو                              | لین پترسون                |               |
| ۲۰۲۳ | نگهبانان کهکشان بخش ۳              | اورا                      |               |
| ۲۰۲۳ | باشگاه آدمکشی                      | سوفی                      |               |
| ۲۰۲۳ | فست اکس                            | ایزابل نوِس                |               |
| ۲۰۲۴ | بار کنار جاده                      | الی                       | پساتولید      |